# Jitka Čechová
Jitka Čechová (* 1971 in Mělník bei Prag) ist eine tschechische Pianistin.
Sie studierte in Prag am Konservatorium bei  Jan Novotny und an der Akademie der Musischen Künste bei Peter Toperczer.
Nach ihrem Studium war sie u. a. Schülerin von Eugen Indjic in Paris und Vitali Berzon in Freiburg.

## Leben
Nach der Teilnahme an internationalen Wettbewerben in Aussig, Marienbad und Bratislava gelang ihr auf dem Internationalen Festival in Edinburgh 1998 der internationale Durchbruch. Seitdem ist sie auch als Partner der Münchner Symphoniker, der Bamberger Symphoniker und dem SWR Sinfonieorchesters auf internationalen Konzertbühnen zu hören.
Schwerpunkt ihres Repertoires bildet die Klaviermusik von Bedřich Smetana und als Mitglied des Smetana Trios und als Duo-Partner ihrer Trio-Kollegen, der Violinistin Hana Kotková und des Cellisten Jan Pálenícek – die Kammermusik.
Sie produzierte CD-Einspielungen bei Intercord, BMG, Lotos sowie bei Supraphon, wo sie eine Gesamtaufnahme der Klavierwerke Smetanas einspielte.

## Diskografie (Auswahl)
- Bedřich Smetana: Klavierwerke vols. 1-7. Supraphon, 2005–2015[1]